# アンリ・デュティユー
アンリ・デュティユー（フランス語: Henri Dutilleux, 1916年1月22日 - 2013年5月22日）は、フランスの作曲家。デュティーユと表記される場合が多い。フランス6人組よりもやや若い世代で、20世紀後半から21世紀初めにかけてのフランスを代表する作曲家の一人。

## 生涯
- フランス西部、メーヌ＝エ＝ロワール県のアンジェに生まれる。1933年から1938年までパリ音楽院に学び、ジャン・ギャロン、ノエル・ギャロン、フィリップ・ゴーベール、アンリ・ビュッセル、モーリス・エマニュエルに師事した。
- 1938年、カンタータ『王の指輪』でローマ賞を受賞した。しかし戦争のためわずか数か月でパリへ戻ることとなった。
- 1943年から1963年まで、ラジオ放送のための作曲を仕事としていた。
- 1946年にピアニストのジュヌヴィエーヴ・ジョワ（1919年 - 2009年）と結婚。
- 1961年から、エコールノルマル音楽院で教鞭を執り、1970年、パリ音楽院に客員教授として招かれた。
- 1994年、第6回高松宮殿下記念世界文化賞音楽部門を受賞。
- 2005年、エルンスト・フォン・ジーメンス音楽賞を受賞。

## プライベート
父方の曽祖父は画家のコンスタン・デュティユーで、ドラクロワの親友であり、コローのコレクターでもあった。コローの作品やバルビゾン派から影響を受けたフォンテーヌブローの森を主題とした風景画などの作品がある。アンリ・デュティユーは1999年、この曽祖父の作品および彼によるドラクロワのコレクションや手紙類を、ルーヴル美術館およびフランス国立図書館に寄付している。
母方の祖父も作曲家でジュリアン・コズルといい、ストラスブール音楽院の教授を務め、ガブリエル・フォーレと親交があり、またアルベール・ルーセルの教師でもあった。

## 主要作品

### 交響曲
- 『交響曲第1番』(1950年)
第1楽章のパッサカリアをはじめ、古典的な様式に基づきながらも、従来の調性にとらわれず主題の音程関係による「自由な無調性」を模索した作品。
- 『交響曲第2番〈ル・ドゥーブル〉』(1959年)
大管弦楽の一部の首席奏者たちが小編成の室内楽として扱われ、二重の編成が対比される。

### 管弦楽曲
- 『メタボール（英語版）』(Métaboles、1964年)
作曲家一番の代表作。いわゆる変奏曲だが、従来の主題と変奏という概念にとらわれず、より自由な変容を目指した作品。第3楽章には十二音技法的な主題も登場する。
- 『音色、空間、運動』(Timbres, espace, mouvement、1978年)
ゴッホの絵画『星月夜』の印象に基づく作品。
- 『瞬間の神秘』(Mystère de l'instant、1989年)
24の弦楽器、ツィンバロムと打楽器のための作品。
- 『時の影』(The Shadows of Time、1997年) 
小澤征爾による委嘱作品。管弦楽に3人の童声が加わる。
- 『コレスポンダンス（英語版）』(〈往復書簡〉 Correspondances、2003年)
ソプラノとオーケストラのための作品、ベルリンフィルとサイモン・ラトルによる委嘱作品。リルケやゴッホなどの書簡に基づく。
- 『時間 大時計（英語版）』(Le Temps L'horloge、2007年)
2007年サイトウ・キネン・フェスティバルにおいて、小澤征爾の指揮により世界初演。声楽を伴う。

### 協奏曲
- チェロ協奏曲『遥かなる遠い国へ（英語版）』(Tout un monde lointain...、1970年)
- ヴァイオリン協奏曲『夢の樹』(L'arbre des songes、1985年)
- ヴァイオリンと管弦楽のための夜想曲『同じ和音の上で（英語版）』(Sur le même accord、2002年)
アンネ＝ゾフィー・ムターによる委嘱作品。

### 室内楽曲
- 『フルートとピアノのためのソナチネ』 (Sonatine pour flûte et piano、1943年)
- 弦楽四重奏『夜はかくの如し（英語版）』(Ainsi la nuit、1976年)
- 『引用』(Les Citations、1990年)
オーボエ、クラヴサン、コントラバスと打楽器のための

### 器楽曲
- 『波のまにまに（フランス語版）』(Au gré des ondes、1946年）、ピアノのための作品。
  - 子守歌の前奏曲Prélude en berceuse
  - クラケットClaquettes
  - 即興Improvisation
  - 常動曲Mouvement perpétuel
  - バッハへのオマージュHommage à Bach
  - エチュードÉtude

- 『ピアノソナタ』 (Sonate pour piano、1947年) （妻のジュヌヴィエーヴ・ジョワにより初演。Wikipedia Commonsに音源あり）
- 『SACHERの名による3つのストロフ』 (Trois Strophes sur le nom de SACHER pour violincelle solo、1976年)
パウル・ザッハーの70回目の誕生日を祝い、ロストロポーヴィチがブーレーズ、ベリオなど12人の作曲家に独奏チェロの作品を依頼した。

- 『響き（フランス語版）』(Résonances、1965年)、ピアノのための作品。

- 『3つの前奏曲』（Preludes pour piano、1988年)
  - 暗がりと静寂から D'ombre et de silence
  - 1つの和音で Sur un même accord
  - 対比の戯れ Le jeu des contraires

- 『響の形（フランス語版）』（Deux figures de résonnances、1970年)
2台のピアノのための作品。

### 声楽曲
- 『ジャン・カスーの2つのソネット（英語版）』(Deux sonnets de Jean Cassou、1954年)
- 『サンフランシスコ・ナイト』（San Francisco Night、1963年)

### 劇音楽
- 『狼』（Le Loup、1953年）
ローラン・プティのために作曲したバレエ作品。